# Прозоров, Валерий Владимирович
Вале́рий Влади́мирович Про́зоров (род. 29 апреля 1940 г., г. Баку) — советский и российский литературовед, доктор филологических наук, профессор, заслуженный деятель науки Российской Федерации (1995 г.). С 1982 по 2004 год — декан филологического факультета, с 2004 по 2007 год — декан факультета филологии и журналистики, с 2007 по 2010 год — директор института филологии и журналистики Саратовского университета им. Н. Г. Чернышевского, с 2010 года — советник ректора СГУ и научный руководитель института филологии и журналистики; член-корреспондент РАЕН, действительный член международной академии наук высшей школы.

## Биография
В 1962 году окончил филологический факультет Саратовского государственного университета и с этого времени работает на факультете. Ученик профессора Е. И. Покусаева. В феврале 1966 года в Саратове защитил кандидатскую диссертацию на тему: «Особенности художественного мышления писателя-сатирика. Наблюдения над творческим процессом М. Е. Салтыкова-Щедрина», с 1972 года — доцент кафедры русской литературы. В январе 1980 года в институте русской литературы (Пушкинском доме) АН СССР — докторскую диссертацию «Проблема читателя и литературный процесс в России XIX века», с 1982 года — профессор, декан филологического факультета СГУ.
В 1984 году организовал и возглавил кафедру истории и теории литературы (с 1997 года — кафедра общего литературоведения и журналистики). Читал курсы лекций по истории русской литературы XVIII-XIX веков, по введению в литературоведение и теории литературы. Под его руководством в институте филологии и журналистики работает спец. семинар, занимающийся историей и теорией журналистики, литературной и журналистской критики, словесно-художественной и театральной культурой России, вопросами саморегулирования СМИ, проблемами интерактивности в литературе и журналистике.
В разные годы проходил научные стажировки в Ленинградском (Санкт-Петербургском) университете, в вузах Британии, Австрии, Германии, Франции, Словакии. В 1983-2003 годах — председатель головного совета по филологии минвуза РСФСР (минобра РФ), руководил координацией научно-исследовательской и научно-издательской деятельности филологов России.
Под редакцией В. В. Прозорова и при его участии в начале 1990-х годов была создана принципиально новая «Сводная целостная программа школьного литературного образования: 1-11 классы». Авторские группы под руководством В. В. Прозорова разработали новые концепции университетских курсов для студентов бакалавриата и магистрантов («История русской литературной критики», «Введение в литературоведение», «Теория литературы», «История русской литературы и культуры» (для студентов романо-германского отделения), «Основы литературной культуры (для студентов-журналистов»).
В 1992 году был избран членом-корреспондентом РАЕН, в 1993 году — действительным членом МАН ВШ. С 1996 года — член союза журналистов России, с 1998 года — член правления Саратовского регионального отделения союза. С 2002 года входил в число научных руководителей межрегионального института общественных наук (МИОН) при СГУ.
В 2010 году указом президента Российской Федерации награждён орденом «За заслуги перед Отечеством» IV степени.

## Научная деятельность
В сферу научных интересов В. В. Прозорова входят:
- история русской литературы, литературной критики и журналистики XIX-XXI веков;
- жизнь русской литературной классики в начале XXI века;
- теория литературы и литературной культуры;
- интерактивные ресурсы словесно-художественного и журналистского текста;
- художественный мир Гоголя, его сюжеты и мотивы;
- сатира Салтыкова-Щедрина;
- драматургия А. П. Чехова;
- речевые жанры спора и взаимного поиска согласия;
- властные функции современных СМИ;
- проблемы современного журналистского и филологического образования.
- проблемы аудитории в литературе и СМИ;

Ему принадлежат комментарии в 20-томном собрании сочинений М. Е. Салтыкова-Щедрина, двухтомнике литературно-критических работ Н. Г. Чернышевского, предисловия и примечания к книгам В. Г. Короленко, Н. Е. Каронина-Петропавловского, А. Белого, М. М. Пришвина, С. Л. Франка, А. П. Скафтымова, Е. И. Покусаева, статьи в авторитетных энциклопедиях и словарях. Автор монографий и статей, посвящённых творчеству Н. В. Гоголя, М. Е. Салтыкова-Щедрина, Д. И. Писарева, А. П. Чехова.
Интенсивная работа на границе филологии, психологии и истории журналистики привела В. В. Прозорова к обнаружению и открытию генетического кода современных журналистских текстов: три литературных рода (эпос, лирика, драма), известные со времен Аристотеля и обнимающие всю мировую словесность, органично соотносятся с тремя основными разновидностями СМИ (печатью, радио, телевидением), которые, в свою очередь, в наше время парадоксально совмещаются в пространстве интернета. Особое внимание ученый уделяет интерактивным ресурсам художественного текста, внутренней направленности текста на контакт-диалог с вероятным собеседником, с «предполагаемым» читателем-зрителем-слушателем.

## Творчество
С 1998 года по инициативе В. В. Прозорова в СГУ им. Чернышевского был организован Хлестаковский фестиваль в честь самого знатного саратовского литературного героя — земляка Ивана Александровича Хлестакова.
«Во все времена был и остаётся достойным самого пристального разглядывания феномен Пустоты, превращающейся (превращаемой) в некую гипнотизирующую, весомую значимость. Во все времена был и остаётся завораживающе интересным феномен Легковесного Ничтожества, способного внезапно и чувствительно раздуться, взлететь и стать всевластным Хозяином Положения. Во все времена был и остаётся в высшей степени поучительным (но никого и никогда не поучающим) сам Крах — Финал подобных (драматических, трагикомических, фарсовых и т. д.) метаморфоз» .
«Иван Александрович Хлестаков — это воплощение пустоты, из которой люди, сами о том не ведая, делают нечто очень важное. Из нуля делают единицу. Как правило, Хлестаков есть почти в каждом человеке. Каждый в той или в иной степени не удовлетворён тем, что у него есть в жизни. И появляется потребность увидеть себя немножко повыше ростом, покрасивее, поумнее, поталантливее».
Фестиваль проводят ежегодно 1 апреля (в день рождения Н. В. Гоголя) при активном участии преподавателей, аспирантов и студентов института филологии и журналистики СГУ. Одновременно с фестивалем на базе ИФЖ проводят «Хлестаковские чтения» — шуточная конференция, на которой представляют и обсуждают псевдонаучные работы.
В 2009, 2010, 2011 годах в рамках «Хлестаковки» были показаны спектакли «Король голый?», « Про зрение» и «Стоматолог из Саратова» по одноимённым сатирическим пьесам В. В. Прозорова.

## Основные работы
Книги
- Читатель и литературный процесс. Саратов: изд-во СГУ, 1975. 210 с.[6]
- Д. И. Писарев. Книга для учителя. М.: «Просвещение», 1984. 112 с.[7]
- М. Е. Салтыков-Щедрин. Книга для учителя. М.: «Просвещение», 1988, 176 с.
- «Ревизор» Н. В. Гоголя. Комедия в пяти действиях. Саратов: «Добродея», 1996. 82 с.
- «Обычай мудрости храня…». К 80-летию первого в мире профессионального детского театра. М.: «Новости», 2000, 192 с.
- Власть современной журналистики, или СМИ наяву. Саратов: изд-во СГУ, 2004. 240 с.
- Другая реальность: очерки о жизни в литературе. Саратов: «Лицей», 2005. 208 с.
- Власть и свобода журналистики. М.: Флинта — «Наука». Учеб. пособие. 2005. 272 с.
  - Власть и свобода журналистики. 2-е изд., переработ. М.: «Наука — Флинта», 2012. 240 с.
- История русской литературной критики: учеб. пособие для студ. высш. пед. учеб. заведений. 2-е изд., испр. и доп. М.: издат. центр «Академия», 2009. 432 с. (редактор)
- До востребования… Избранные статьи о литературе и журналистике. — Саратов: изд-во Сарат. ун-та, 2010. — 208 с.
- Прозоров В. В., Елина Е. Г. Введение в литературоведение: учеб. пособие. М.: «Наука — Флинта», 2012. 224 с.
- Литературоведы Саратовского университета (1917-2009 гг.): материалы к биобиблиографическому словарю / сост. В. В. Прозоров, А. А. Гапоненков; под ред. В. В. Прозорова. Саратов: изд-во Сарат. ун-та, 2010. ISBN 978-5-292-03872-6.
  - Литературоведы Саратовского университета (1917-2017 гг.): материалы к биобиблиографическому словарю / под ред. В. В. Прозорова. 2-е изд., с измен. и доп. Саратов: изд-во Сарат. ун-та, 2018. ISBN 978-5-292-04456-7.
- Михаил Евграфович Салтыков (Н. Щедрин) Иронические и саркастические мысли на разные случаи жизни. М., «Флинта», 2019. 160 с. (составитель и автор предисловия)

Статьи
- Lyrical Resources of the Art of Broadcasting and Regional Radio in Russia // Journal of Radio & Audio Media/ Volume 19. Number 2. November 2012. P.312-319.
- Семантические горизонты понятия «Риск» в русской национально-культурной традиции // Известия СГУ. Новая серия. 2013. Серия «Филология. Журналистика». Т. 13. Вып. 1. С. 36-41.
- Солженицын в Саратовском университете: шестидесятые годы // Известия СГУ. Новая серия. 2014. Серия «Филология. Журналистика». Т. 14. Вып. 2. С. 24-27.
- «А ты всё-таки Ермолай»: комментарий к дневниковой записи А. П. Скафтымова // Наследие А. П. Скафтымова и актуальные проблемы изучения отечественной драматургии и прозы. Материалы вторых международных Скафтымовских чтений. Коллективная монография. М.: ГЦМТ им. А. А. Бахрушина, 2015.
- Цензура в творческой судьбе М. Е. Салтыкова // Цензура в России: история и современность. Сб.науч. трудов. Вып. 7. СПб., 2015. С. 164-174. ISBN 978-5-8192-0490-0
- Две стратегии речевого поведения: спор и взаимный поиск согласия // Жанры речи. Международный научный журнал. 2015. № 1 (11). С. 57-67.
- Утопические фантазии в пьесах Н. В. Гоголя // Острова любви БорФеда. К 90-летию Бориса Фёдоровича Егорова. Сб.: ИРЛИ (Пушкинский дом) РАН; СПбИИ РАН; Союз писателей Санкт-Петербурга. — СПб., Наука — Росток. С. 730-734.
- Мотивы соприкосновений в комедии А. П. Чехова «Чайка» // Изв. Сарат. ун-та. Новая серия. Сер Филология. Журналистика. 2016. Т. 16, вып. 2. С. 179—182.
- Прозоров В. В., Аксёновская Л. Н. Взаимосоответствие базовых структур литературных родов и социального взаимодействия в контексте ордерного подхода к социально-психологическому изучению культуры // Известия Сарат. ун-та. Новая серия. Серия «Философия. Психология. Педагогика». 2016. Т. 16. Вып. 2. С. 176-181.
- Прозоров В. В., Шамионов Р. М. Социализация личности в свете представлений о трёх антропологических доминантах (к постановке вопроса) // Известия Сарат. ун-та. Новая серия. Серия «Акмеология образования. Психология развития». 2016. Т. 5. Вып. 3(19). С. 215-219.
- Е. И. Покусаев, Ю. П. Любимов: диалог в 5 документах // Изв. Сарат. ун-та. Нов. сер. Сер. «Филология. Журналистика». 2016. Т. 16, вып. 3. С. 345-349.
- Позывные литературной культуры // STUDIA RUSSICO-SLOVACA / KATOLÍCKA UNIVERZITA V RUŽOMBERKU, ÚSTAV RUSKO-SLOVENSKÝCH KULTÚRNYCH ŠTÚDIÍ. /Šéfredaktor: Prof. PhDr. Eva Kollárová, PhD. 2016. S. 9-19. ISBN 978-80-561-0387-6
- «Чайка» А. П. Чехова в научном творчестве и в жизни А. П. Скафтымова // «Чайка». Продолжение полёта. По материалам третьих международных Скафтымовских чтений «Пьеса А. П. Чехова „Чайка“ в контексте современного искусства и литературы» — к 120-летию со дня написания и 125-летию со дня рождения А. П. Скафтымова (г. Саратов, 5-7 октября 2015 г.). Коллективная монография. М.: ГЦМТ им. А. А. Бахрушина. 2016. С. 43-54.
- Письмо Ю. М. Лотмана Е. И. Покусаеву // Изв. Сарат. ун-та. Нов.сер. Филология. Журналистика. 2016. Т. 16, вып. 4. С. 473-474.
- Медиаобразовательные практики в университетском диалоге поколений XXI века // Медиакультурное пространство России, Европы и Северной Америки как пространство риска. Саратов: изд.центр «Наука», 2017. С 6-11
- Любовь Раневской // Изв. Сарат. ун-та. Нов. сер. «Филология. Журналистика». 2017. Т. 17, вып. 3. С. 296-301.
- Телевидение как явление драмы // Труды и дни. Памяти В. Е. Хализева: сб. М.: «Макс пресс», 2017. С. 326-335.
- О типологии речевых жанров в свете теории литературных родов // Жанры речи. Международный научный журнал. 2017. № 2(16). С. 142-150.
- «Вишнёвый сад» А. П. Чехова в свете размышлений А. П. Скафтымова об «Идиоте» Ф. М. Достоевского // Чехов и Достоевский : по материалам четвёртых международных Скафтымовских чтений (г. Саратов, 3-5 октября 2016 г.). Сборник научных работ. — М., 2017. — 543 с.: ил. — (Бахрушинская серия). С. 79-88.
- Гоголевские темы в «Свитке» Н. И. Ульянова // Гоголь и славянский мир. Шестнадцатые Гоголевские чтения: сб. науч. статей по материалам международной научной конференции, М.; Новосибирск, 2017. — С.227-230.
- Н. Г. Чернышевский в сетях интернета: неожиданные наблюдения // Н. Г. Чернышевский. Статьи, исследования, материалы. Сб. науч. ст., вып. 21. Саратов: изд-во Сарат. ун-та. 2018. С. 13-17.
- Профессионально-критическое высказывание как речевой жанр // Жанры речи. Междунар. науч. журнал. 2018, № 3. С. 195-202.
- «Долина новой жизни» Ф. Н. Ильина — послереволюционная антиутопия // Русская интеллигенция и революция в литературе XX века: К 100-летитю революции 1817 года. К 125-летию со дня рождения К. А. Федина: сб. науч. статей. Саратов: ИЦ «Наука», 2018. С. 180-187.
- И. С. Тургенев в мире чеховских героев // Русская словесность (М.), 2018. № 3. С. 89-95.